# 优降宁
优降宁是不可逆、选择性的单胺氧化酶抑制剂（MAO-A和MAO-B的IC50分别为11.52 nM和8.20 nM）。1963年，它由雅培以抗高血压药的形式进入美国及英国市场，商品名Eutonyl。同样于1960年代进入市场的单胺氧化酶抑制剂还有尼亚拉胺、异卡波肼、苯乙肼、反苯环丙胺。:146:60优降宁于2007年被停用。它除了作为单胺氧化酶抑制剂，也会与单胺氧化酶的别构中心I2咪唑啉受体结合。